# Ван де Грааф, Роберт
Ро́берт Ван де Граа́ф  (англ. Robert Jemison Van de Graaff; 20 декабря 1901, Таскалуса, штат Алабама — 16 января 1967) — американский физик, изобретатель высоковольтного генератора Ван де Граафа.

## Биография
Окончил университет Алабамы по специальности машиностроение. Работал в электрогенерирующей компании Alabama Power Company. В 1924–1925 годах обучался в Сорбонне, слушая лекции Марии Кюри. В 1925-1926 году, получив стипендию Родса, продолжил образование в Оксфордском университете, в 1928 году защитил диссертацию. С 1929 года по 1931 год работал в Принстонском университете. Уже в 1929 году разработал и построил первый генератор Ван де Граафа с напряжением 80 кВ, а к 1931 году получил напряжение 1 МВ.
В 1931 году был приглашён в Массачусетский технологический институт его новым директором Карлом Комптоном. Там к 1933 году построил генератор с напряжением 7 мегавольт. В 1935 году получил патент на свой генератор.
Во время Второй мировой войны руководил проектом высоковольтной радиографии. В 1946 году вместе с Джоном Трампом учредил компанию High Voltage Engineering Corporation (HVEC), которая заняла лидирующие позиции в производстве электростатических ускорителей для терапии рака и промышленной радиографии.
В 1951 году Луис Альварес в Беркли повторно изобрёл принцип тандемного ускорителя ионов (1937 году принцип был предложен Willard Bennett), где ионы H−, ускорившись генератором Ван де Граафа, полностью обдираются на высоковольтном терминале, и повторно ускоряются тем же напряжением как p+.

## Награды и память
По имени его изобретения была названа английская группа прогрессивного рока Van der Graaf Generator.
В 1966 году награждён премией Т. Боннера.
В 1970 году его именем назван кратер на обратной стороне Луны.